# St. Maria Ablass

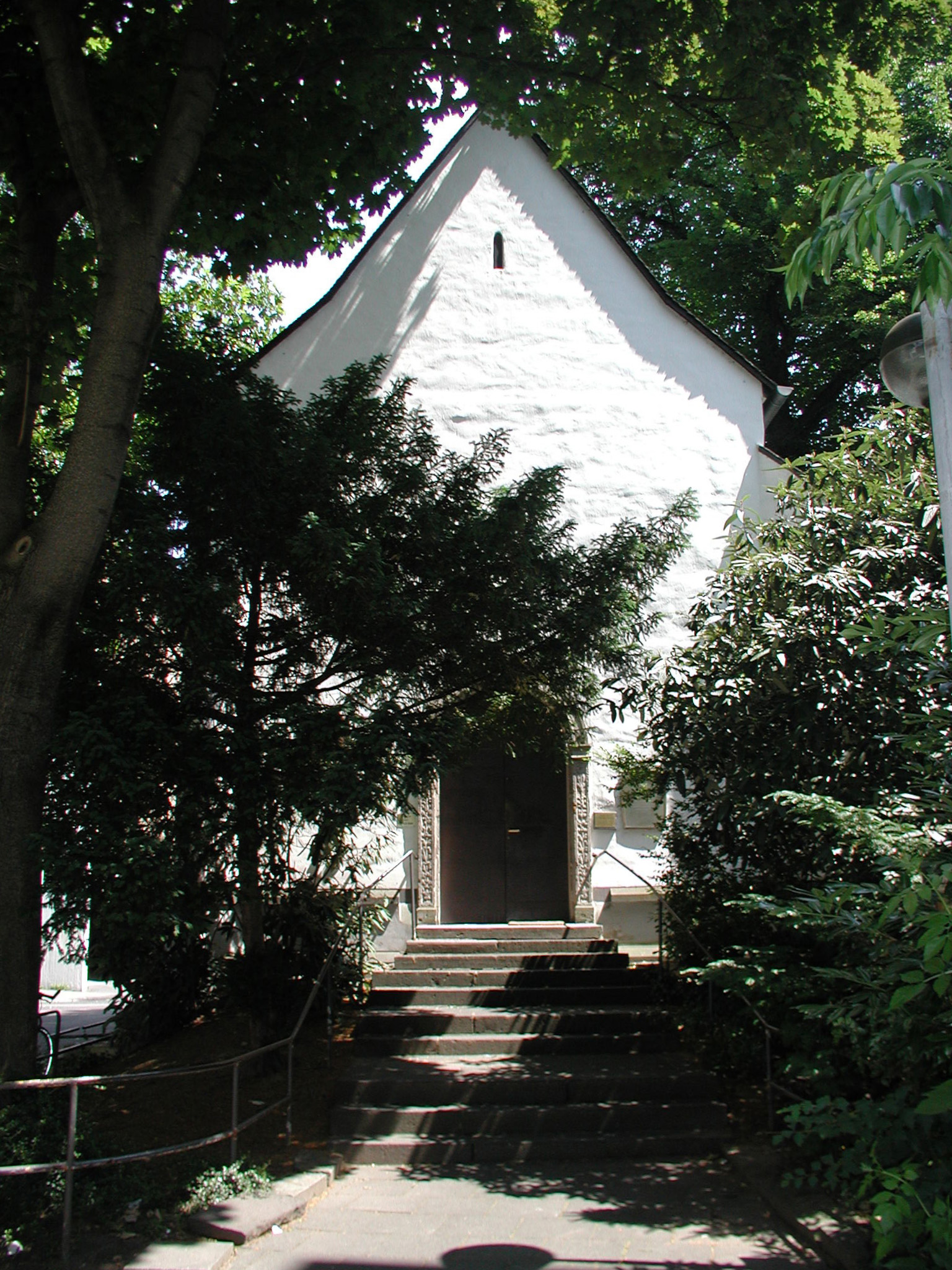
Eingang der Maria-Ablass-Kapelle /
Hll.-Konstantin-und-Helena-Kirche

Die Kirche St. Maria Ablass war eine dreischiffige Basilika mit westlichem Viereckturm in der nördlichen Kölner Vorstadt Niederich. Sie wurde als Marienkirche 927 erstmals erwähnt und war bis 1804 die Pfarrkirche des Damenstiftes St. Ursula. Sie wurde 1808 infolge der Säkularisation und der Aufhebung des Stiftes niedergelegt, da sie nicht wieder Pfarrkirche wurde. An sie erinnert die ihr ehemals angegliederte kleine Marienkapelle, die Maria-Ablass-Kapelle. Sie wird heute als Hll.-Konstantin-und-Helena-Kirche von der Russisch-Orthodoxen Gemeinde Kölns genutzt.

## Lage
Die etwas verdeckt zwischen mächtigen 1950er-Jahre-Zweckgebäuden wie der IHK Köln, dem ehemaligen Concordia-Haus und einigem Grün gelegene Marienkapelle steht im Zentrum der Innenstadt auf dem kleinen „Maria-Ablass-Platz“.

## Geschichte

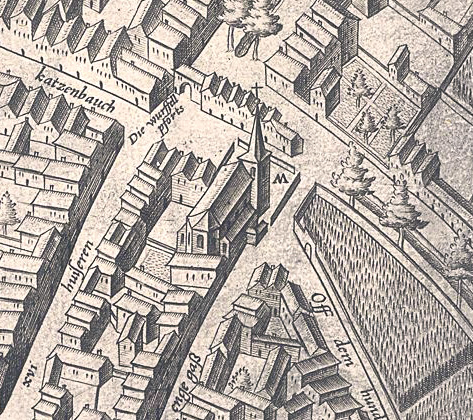
Pfarrkirche Maria Ablass (1571)

Eine Urkunde des Jahres 927 belegt die Schenkung der Marienkirche an das 922 in Köln gegründete Damenstift St. Ursula durch den Kölner Erzbischof Wichfrid. Der Stifter, der viele der Klöster und Stifte bedachte, ist in der nahe gelegenen Kirche St. Gereon beigesetzt.
Das Kirchlein wurde erneut 1172 erwähnt und nun s. Marie prope virgines („St. Mariae nahe den Jungfrauen“) genannt. Am Anfang des 13. Jahrhunderts ist der Name s. Maria de campis vel avelasz („St. Maria vom Felde oder Ablass“) belegt und um 1220 hieß sie eclesia beate dei genitricis Mariae („Kirche der seligen Gottesmutter Maria“). Schließlich nannte man sie etwa ab 1300 eclesia s. Marie ad indulgentiam („Kirche der hl. Maria zum Ablass“).

### Namensherkunft
Die Kirche war, einer mittelalterlichen Tradition der Kölner Bischöfe folgend, eine der Stationen des Weges der alljährlich zwischen der Domkirche und St. Gereon am Palmsonntag stattfindenden Prozession. Nachdem in St. Gereon der Bischof die Palmweihe vorgenommen hatte, folgte auf dem Rückweg der Prozession eine Einkehr in die Marienkirche mit ihrem von den Gläubigen sehr verehrten Marienbild. Dort wurde vor der Gemeinde eine Predigt gehalten und später der mit der Prozession verbundene Ablass verkündet. Danach setzte man den Weg fort, um ein feierliches Hochamt im Dom abzuhalten.

### Maria-Ablass-Kapelle

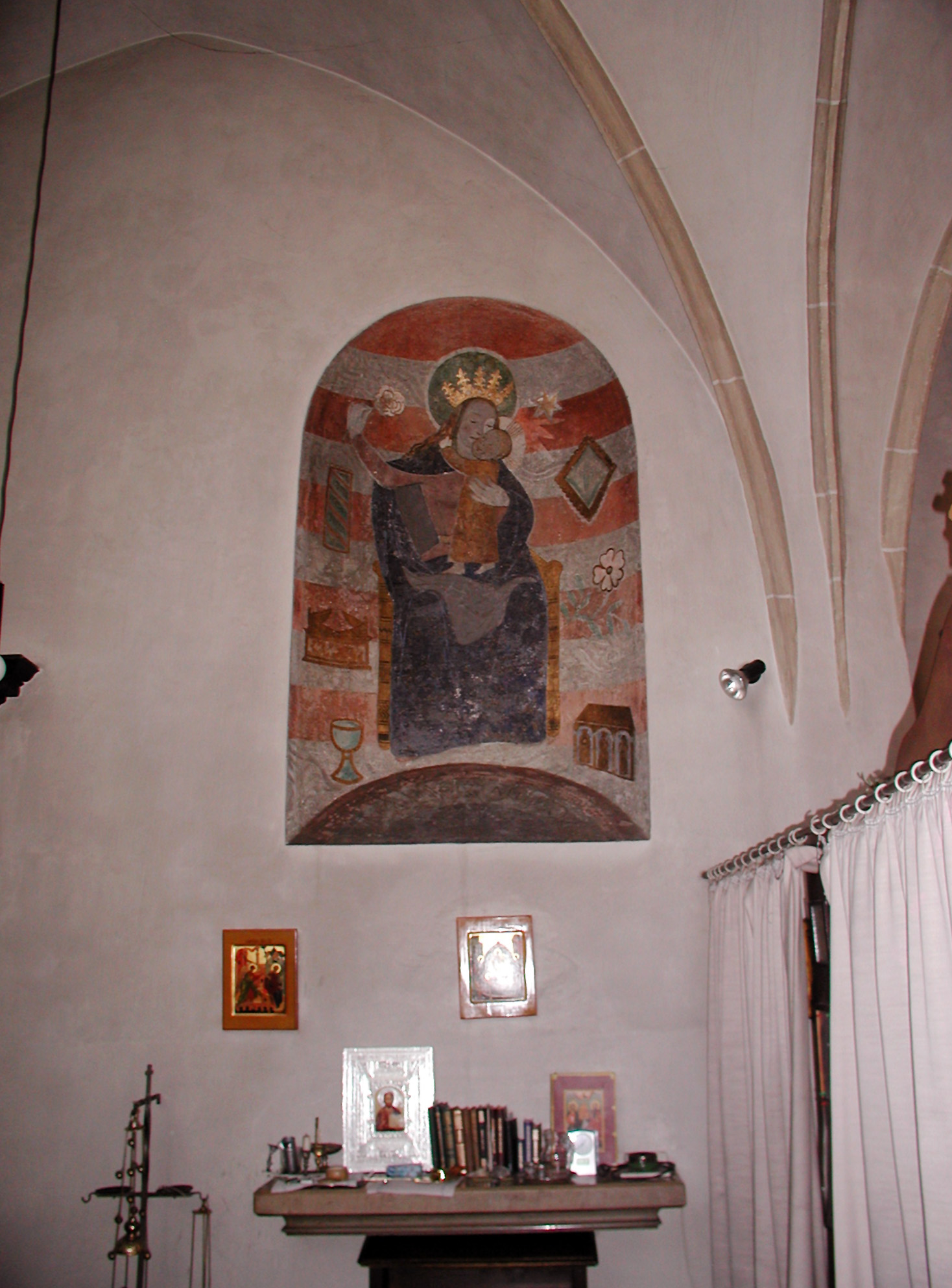
Gnadenbild in der erhaltenen Wand der 1808 abgebrochenen Pfarrkirche

Um das an der Außenwand der Kirche befindliche Marienfresko vor Witterungseinflüssen zu schützen, wurde um 1431 an der nördlichen Seite der Pfarrkirche ein Anbau errichtet, aus dem die 1528 erstmals erwähnte, noch heute erhaltene Gnadenkapelle entstand. Die dem Kapellenbau nach dem Abriss der Pfarrkirche im Jahr 1808 verbliebene Außenwand derselben ist nun die Südwand der Kapelle, in deren letztem Jochabschnitt an der oberen Wand rechts das Marienbild zu sehen ist. Das mehrfach restaurierte Gnadenbild wurde zuletzt nach dem Zweiten Weltkrieg von der Kölner Künstlerin Rita Paasche-Hecker (1915–1981) überarbeitet.
Auch die Kapelle selbst unterlag seit ihrer Erbauung mehrfach Veränderungen. Ihrer Ostseite wurde im 17. Jahrhundert, niedriger als das Kapellenschiff, eine zweijochige Sakristei angefügt.
Die Westseite erhielt bei einer Restaurierung im 19. Jahrhundert unter der Leitung des Kölner Architekten Vincenz Statz eine neugotische Fassade, deren Reste jedoch nach Kriegsende 1945 abgerissen wurden.

### Legende des Edlen von Mauenheim

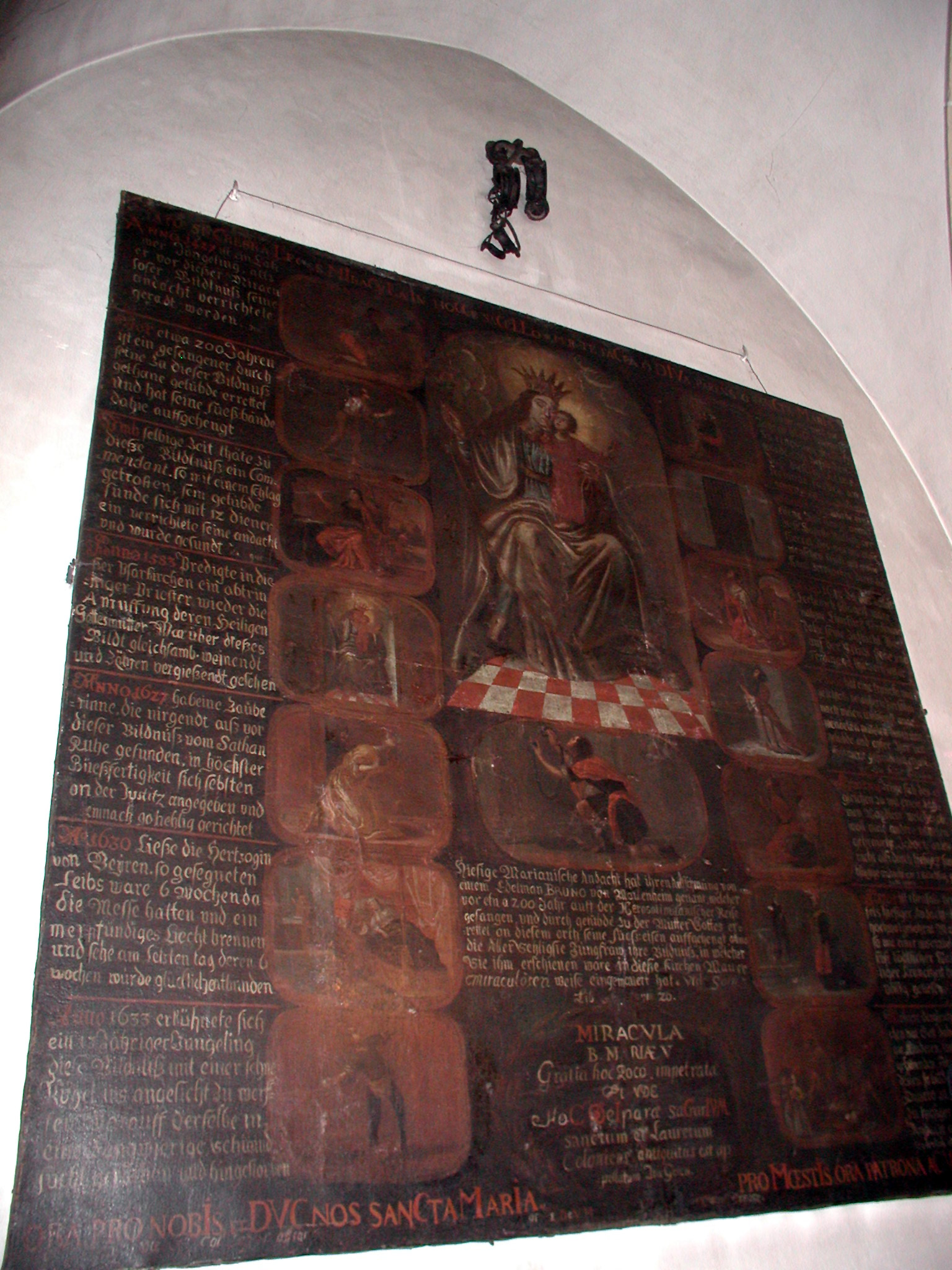
Über dem Votivbild die Fußfesseln Brunos

Als Zeichen des Dankes für die Errettung aus einer Notlage wurde wie in vielen alten Kirchen auch für die St.-Maria-Ablass-Kapelle ein Votivbild geschaffen. Die große aus dem 18. Jahrhundert stammende Bildtafel zeigt die zentrale Darstellung der Gottesmutter mit ihrem Kind, umschließend kleine Szenarien versehen mit erläuternden Angaben zu den Geschehnissen. Unter diesen Nacherzählungen ist auch „Bruno, Ritter von Mauenheim“, angeführt, der im 13. Jahrhundert als Kreuzfahrer in Gefangenschaft geriet und auf wundersame Weise von der heiligen Maria errettet worden sein soll. Der Rückkehrer Bruno betete am Gnadenbild und brachte seine Fußfessel neben dem Bildnis seiner Retterin an.

### Heutige Situation

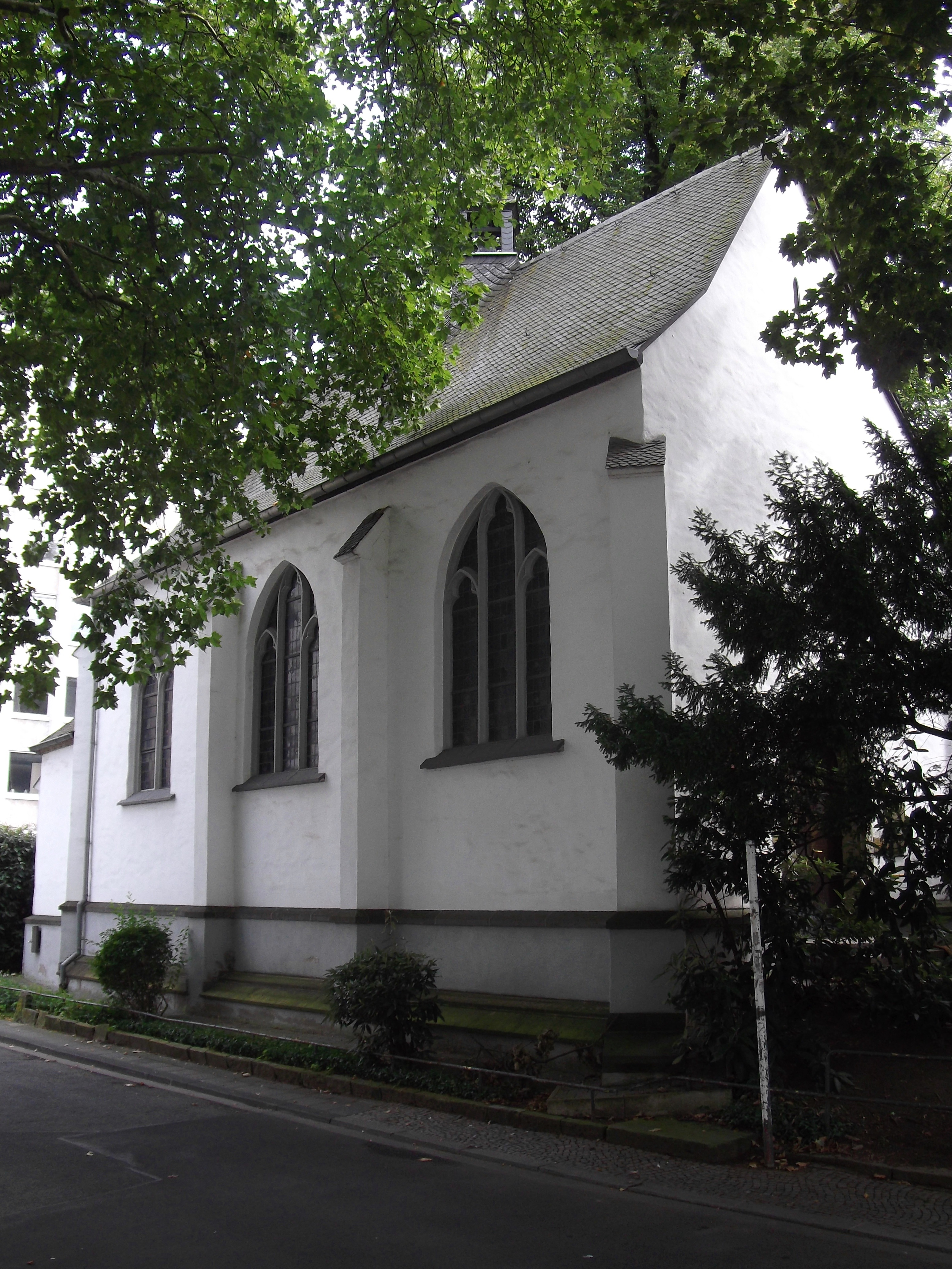
Nordwestseite, Dachreiter mit kleinem Geläut
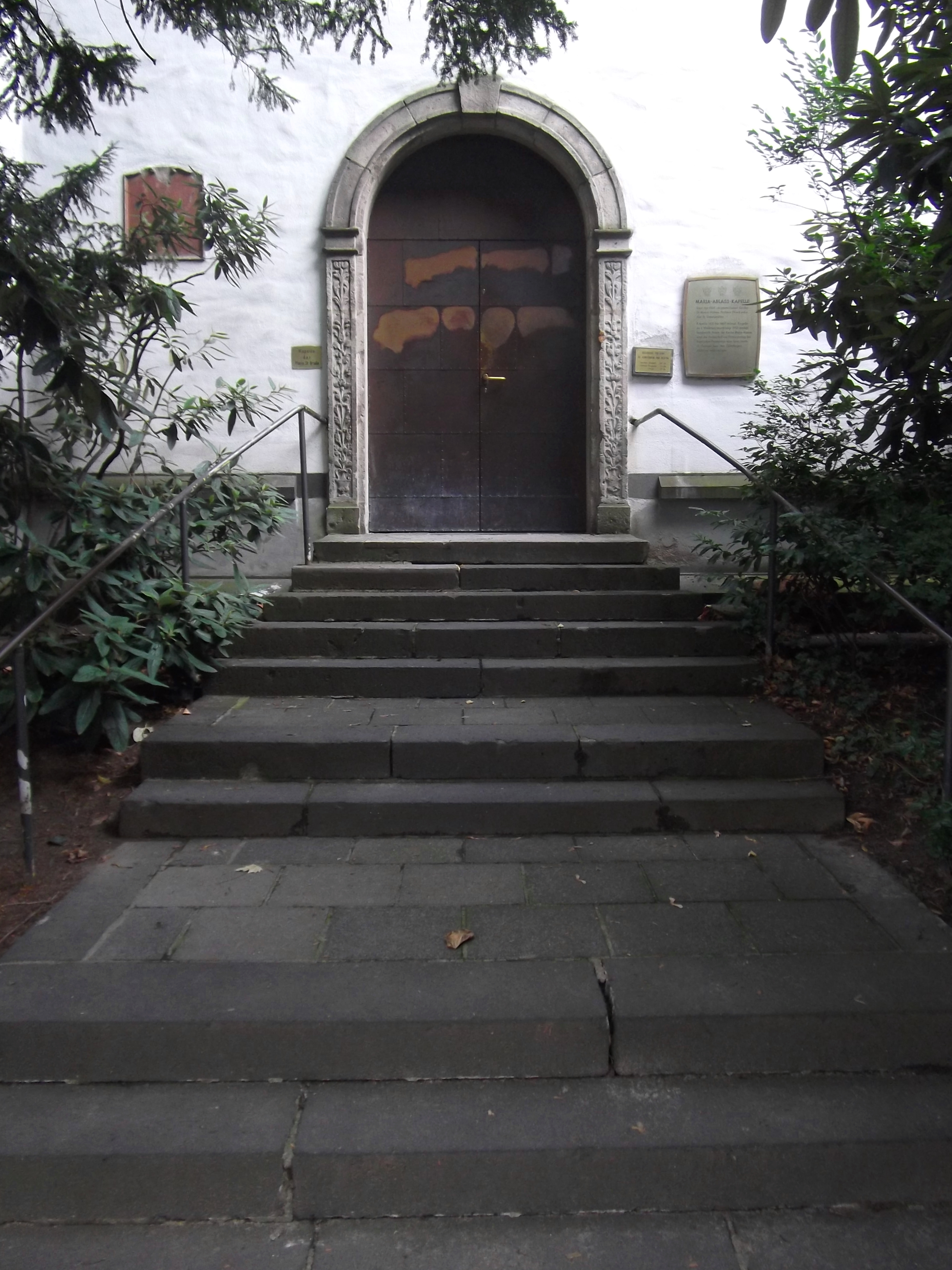
Renaissanceportal von 1687
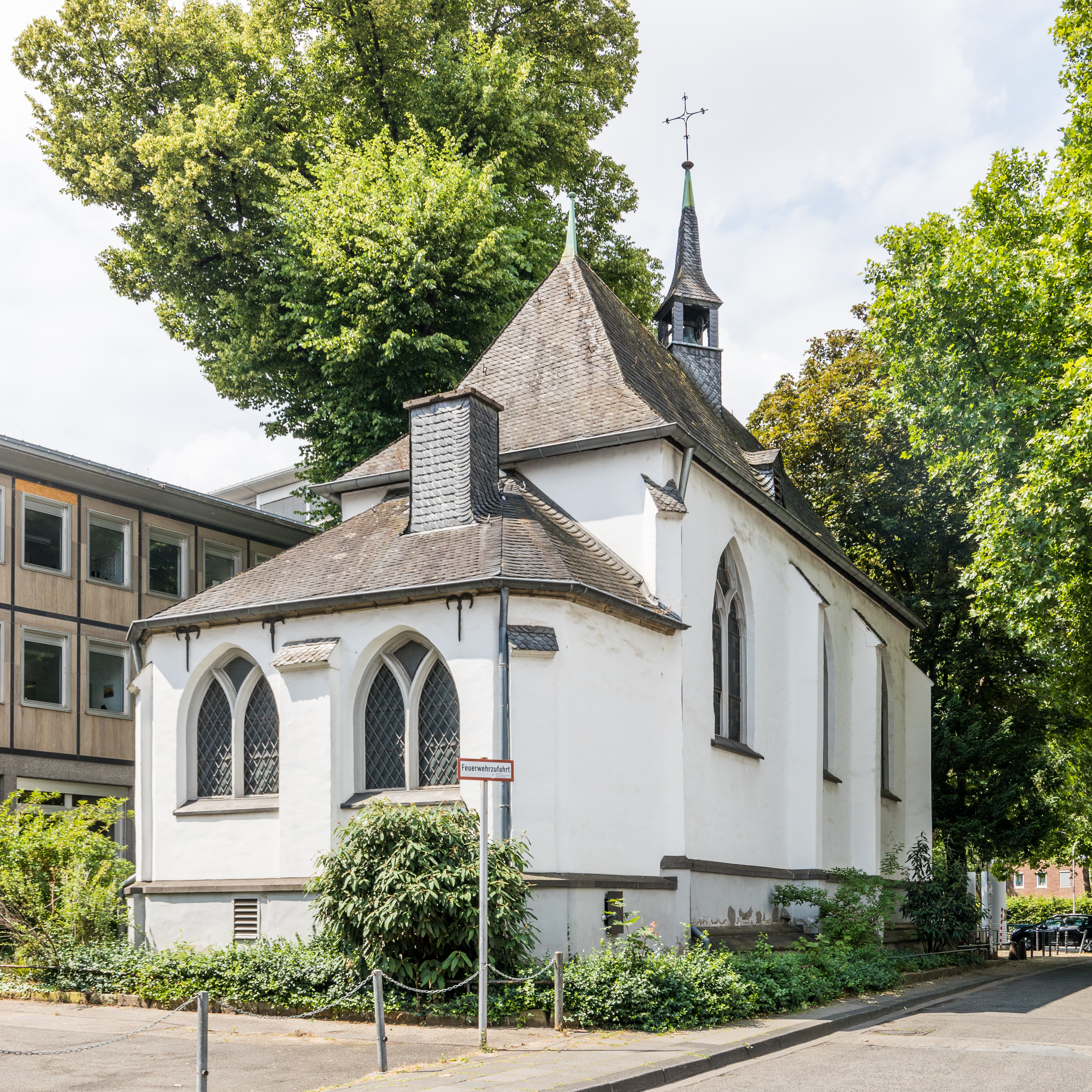
Sakristeianbau Ostseite

### Außenbereich
Das schiefergedeckte, mit einem kleinen Dachreiter versehene Bauwerk, ist eine dreijochige, kreuzrippengewölbte Kapelle. Ihre Südwand ist, wie der ganze Bau, in glattem, weißem Außenputz gehalten, sie hat keine Verzierungen und ist an dieser Seite ohne Fenster. Tageslicht erhält das Kapelleninnere durch die an der Nordseite eingelassenen drei Fenster in gotischem Stil. Die kleineren Fenster der Ostseite erhellen nur die hinter dem Altarbereich des dritten Kapellenjochs liegende Sakristei. Die schlichte ungegliederte westliche Vorderfront ziert in der Mitte, über einige Stufen leicht erhöht, das erhalten gebliebene Renaissanceportal von 1687.

### Innenraum

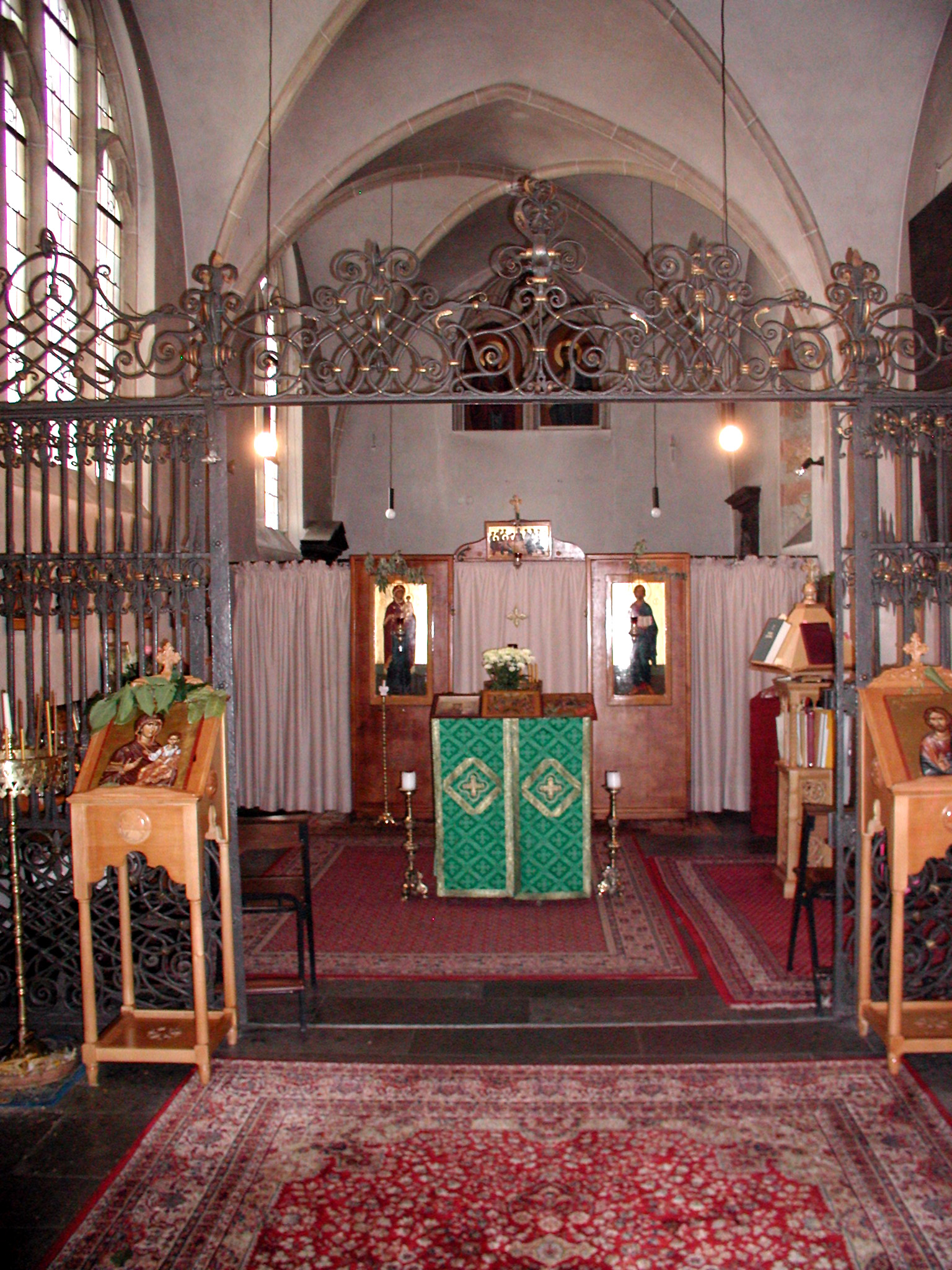
Innenraum

Der Innenraum der Kapelle blieb, bis auf den in seiner Lage veränderten Altarstein, unverändert. Lediglich die Ausstattung wurde den Erfordernissen des orthodoxen Ritus angepasst.
Das Kapelleninnere wird mit jeweils einem Fenster in seinen drei Abschnitten erhellt. Der Kapelleneingang hat kein Vestibül, und man betritt den Kirchenraum unmittelbar.
Der erste Jochabschnitt der Kapelle wird durch ein überkommenes schmiedeeisernes Gitter separiert. An den Wänden befinden sich Epitaphe, eine wohl von der ehemaligen italienischen Gemeinde hinterlassene Zeittafel mit der Auflistung der Historie der Kapelle und einige Devotionalien. Links vor dem Gitter steht ein silberfarbenes Taufbecken. Ein alter Taufstein, welcher 1615 durch das Stift St. Gereon von der ehemaligen Pfarrkirche „Maria Ablass“ für die kleine romanische Kirche Krieler Dömchen erworben wurde, ist dort noch vorhanden. Der zweite Abschnitt endet vor der beidseitig mit Ikonen verzierten, während eines Gottesdienstes teilweise geöffneten Ikonostase. Die königliche Tür der Ikonostase ist hier eine kleine Schwingtür in der Mitte, rechts und links ersetzen Vorhänge die sonst üblichen Türen. Sie trennt den Kirchenraum mit den Gläubigen von Altar und Allerheiligstem. Die Südwand wird hier von dem großen, die Verehrung des Gnadenbildes schildernden Votiv-Gemälde eingenommen. Vor der Trennwand stehen schmale Konsolen, auf denen besonders verehrte Ikonen liegen. Im letzten Drittel, dem durch die Ikonostase separierten Jochabschnitt, steht mittig der ehemals in die Ostwand integrierte Altarstein. Hier befindet sich auch, in der rechten oberen Südwand, das mittelalterliche Gnadenbild.

Innenausstattung
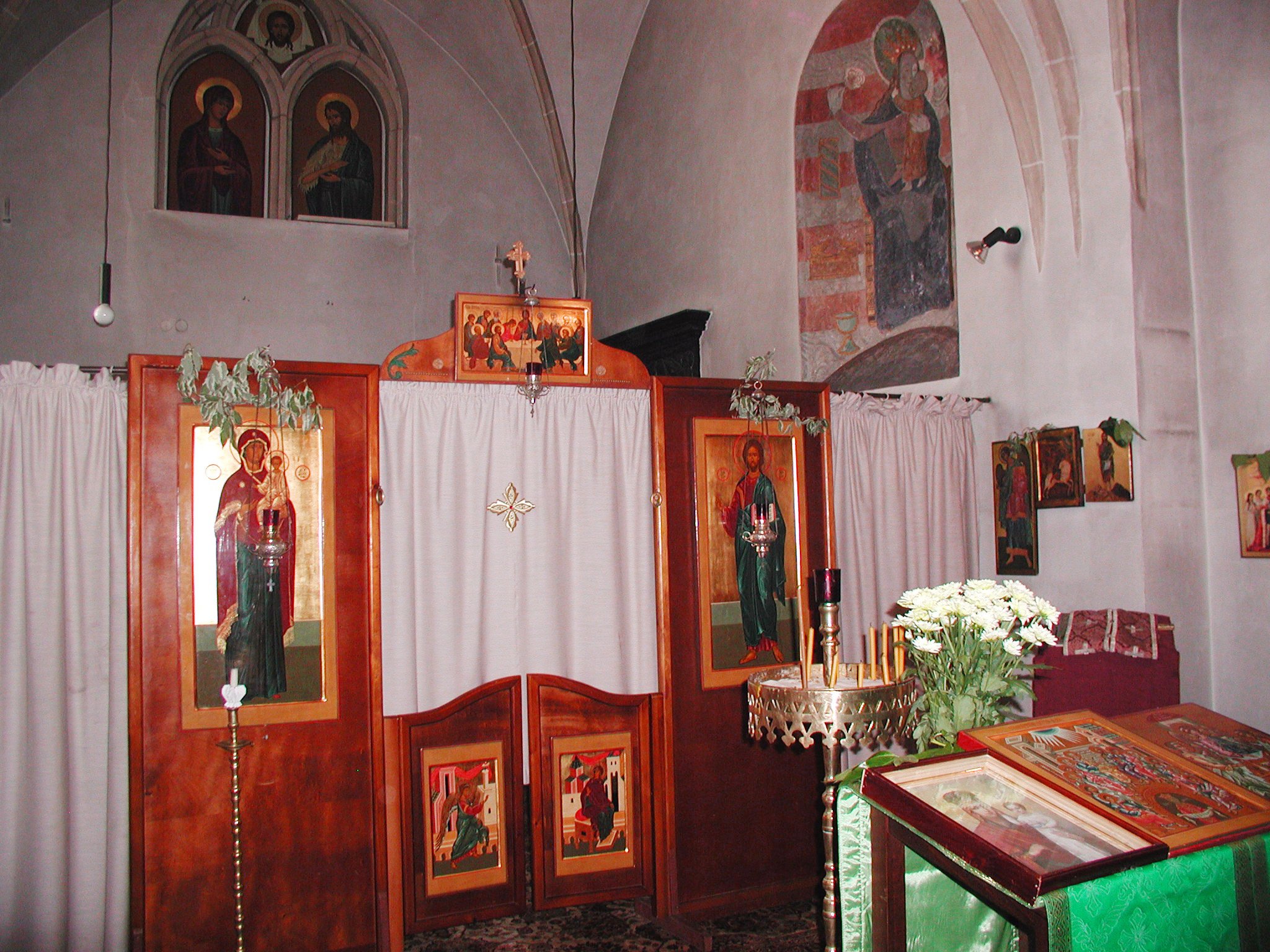
Ikonostase
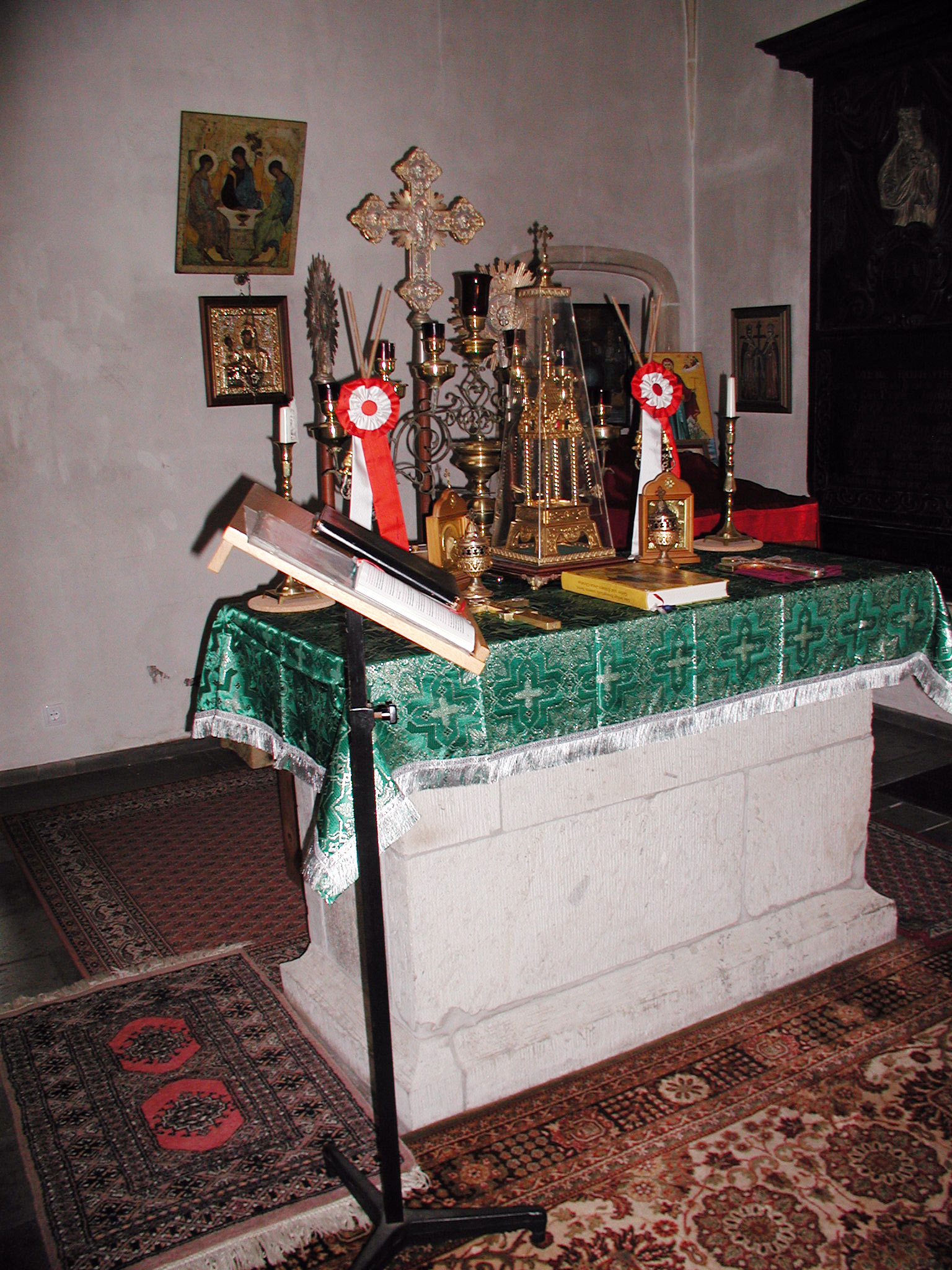
Altar
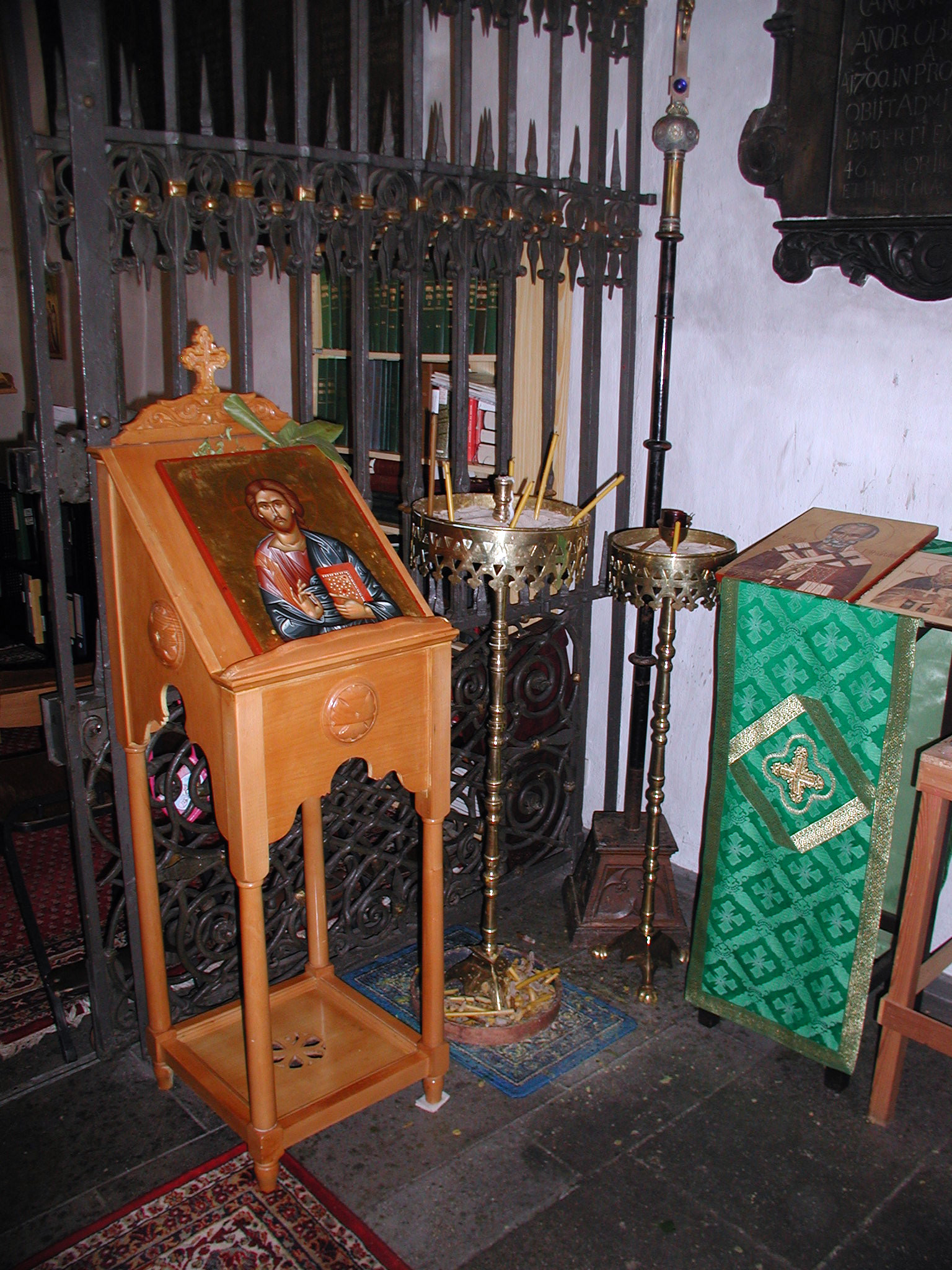
Eingangsbereich
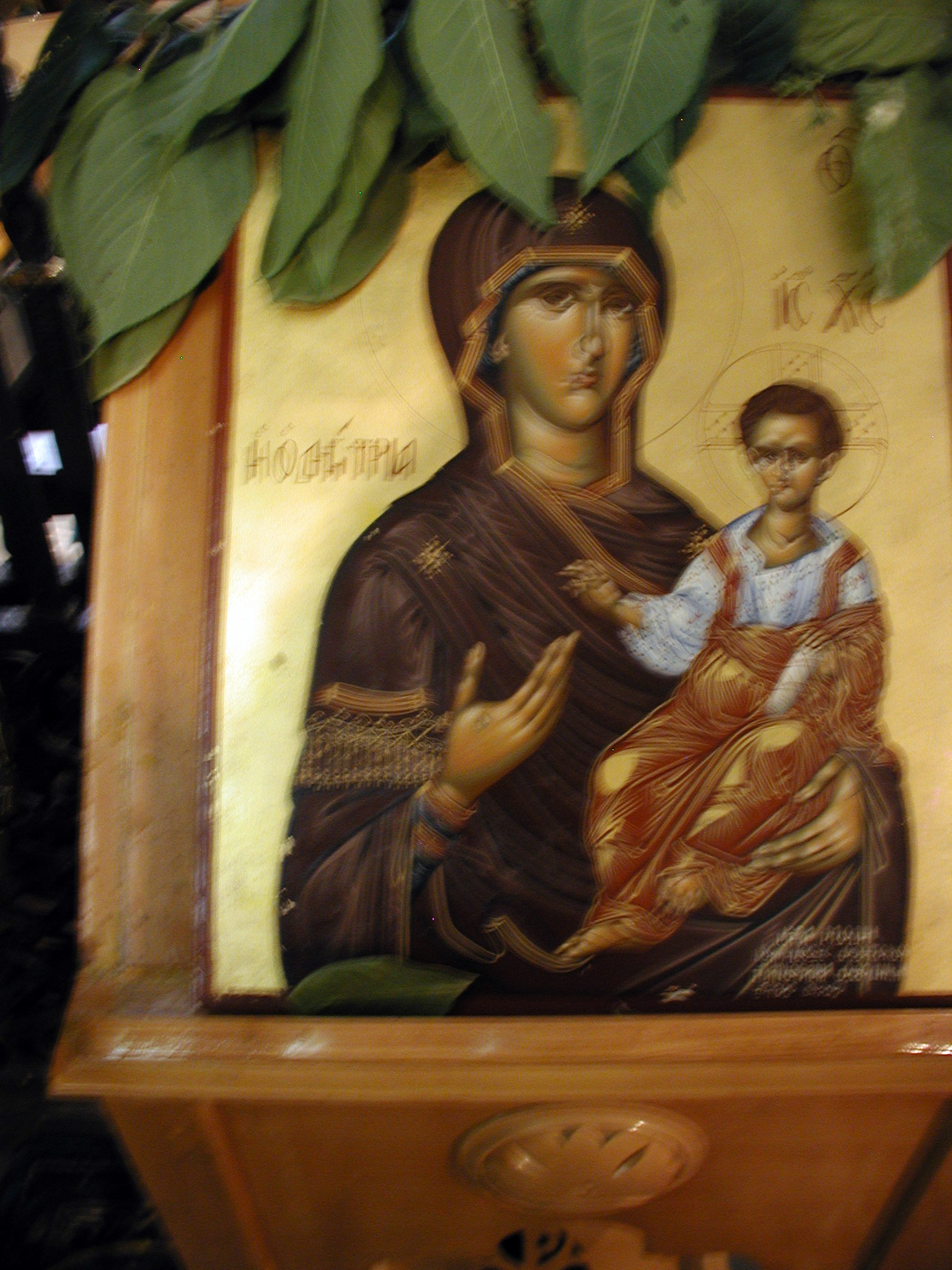
Marienverehrung

In den oberen Bereich der Ostwand wurden Ikonen eingefügt. Ein früher die Wandmitte zierendes Triptychon von Bartholomäus Bruyn dem Jüngeren befindet sich heute in der „Goldenen Kammer“ von St. Ursula.

## Nutzung der Kapelle

### Missione Cattolica Italiana

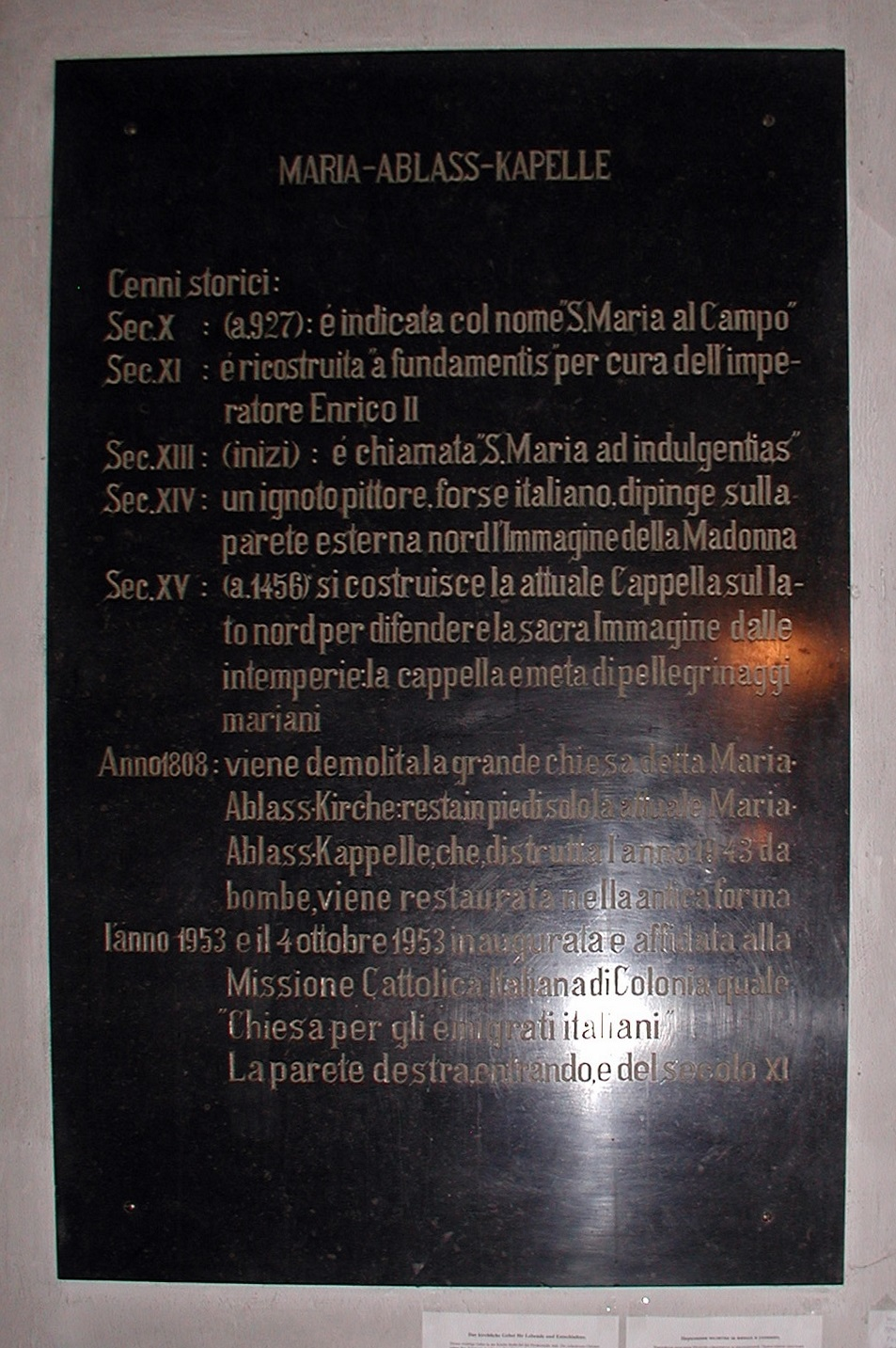
Zeittafel zur Geschichte, italienisch

Nachdem die Kapelle einige Jahre von der Missione Cattolica Italiana zum Gottesdienst genutzt worden war, wurde 1965 St. Mariä Himmelfahrt zur Kirche der Italiener in Köln.

### Hll.-Konstantin-und-Helena-Kirche
Seit dem Ende der 1970er Jahre wird die historische Marienkapelle überwiegend von der 1973 gegründeten russisch-orthodoxen Kirchengemeinde Kölns genutzt, die zur Berliner Diözese der Russischen Orthodoxen Kirche gehört. Sie nennt sich, unter Berücksichtigung der Kölner Geschichte, Gemeinde der „Heiligen Konstantin und Helena-Kirche“.
Die als Religionsgemeinschaft staatlich anerkannte Kirchengemeinde erhält keine Steuergelder oder sonstige Subventionen.
Sie trägt alle Kosten für Pflege und Erhalt der Kapelle und finanziert dies aus Spenden.
Die Geistlichkeit der Gemeinde betreut etwa 350 Gläubige aus Köln und dem Umland. Eigentümer der kleinen unter Denkmalschutz stehenden Kirche ist weiterhin die Pfarrgemeinde St. Ursula.
Die kleine Marienkapelle ist seit dem Ende der 1970er Jahre zum Mittelpunkt kirchlichen Lebens der russisch-orthodoxen Gemeinde Kölns geworden. So hat sich heute auch das Innere der St.-Maria-Ablass-Kapelle dem Stil einer orthodoxen Kirche angepasst.
Der erste Eindruck in der heutigen Kapelle wird bestimmt durch eine große Anzahl von Ikonen und der Ikonostase. Dem der orthodoxen Kirche fremden Besucher fallen auch der mit Teppichen belegte Fußboden und die fehlende Bestuhlung auf. Die der Liturgie folgenden Besucher stehen während des Gottesdienstes, nur für ältere und kranke Gläubige hält man einige Stühle bereit.